# Osage Township (comté de Dent, Missouri)
Pour les articles homonymes, voir Osage Township et Osage.
Osage Township est un ancien township du comté de Dent dans le Missouri, aux États-Unis,.
Le township est fondé en 1866 et baptisé en référence au peuple des Osages.

## Source de la traduction
- (en) Cet article est partiellement ou en totalité issu de l’article de Wikipédia en anglais intitulé « Osage Township, DeKalb County, Missouri » (voir la liste des auteurs).